# Comuna Cotiujenii Mici, Sîngerei
Comuna Cotiujenii Mici este o comună din raionul Sîngerei, Republica Moldova. Este formată din satele Cotiujenii Mici (sat-reședință), Alexeuca și Gura-Oituz.

## Demografie
Conform datelor recensământului din 2014, comuna are o populație de 1.671 de locuitori. La recensământul din 2004 erau 1.890 de locuitori.

## Administrație și politică
Componența Consiliului local Cotiujenii Mici (9 consilieri), ales la 5 noiembrie 2023, este următoarea:
|  | Partid                                | Consilieri | Componență | Componență | Componență | Componență | Componență | Componență |
|  | ------------------------------------- | ---------- | ---------- | ---------- | ---------- | ---------- | ---------- | ---------- |
|  | Partidul Liberal Democrat din Moldova | 6          |            |            |            |            |            |            |
|  | Partidul Acțiune și Solidaritate      | 3          |            |            |            |            |            |            |